# Coryphantha ottonis
Coryphantha ottonis är en kaktusväxtart som först beskrevs av Louis Ludwig Karl Georg Pfeiffer, och fick sitt nu gällande namn av Lem.. Coryphantha ottonis ingår i släktet Coryphantha, och familjen kaktusväxter. Inga underarter finns listade i Catalogue of Life.